# 西原町 (西東京市)
西原町（にしはらちょう）は、東京都西東京市の町域。

現行行政地名は西原町一丁目から西原町五丁目。

郵便番号は188-0004。

## 地理
西東京市の西部に位置する。

北東側境界に東京都道・埼玉県道4号東京所沢線（青梅街道・所沢街道）。南部側境界に東京都道245号杉並田無線(新青梅街道)。北西側境界に東久留米境通りが存在する。
東から時計回りに西東京市緑町、西東京市田無町、西東京市芝久保町、東久留米市南町、西東京市ひばりが丘、に隣接する。

## 小・中学校の学区
市立小・中学校に通う場合、学区は以下の通りである。

2025年4月現在
| 丁目   | 街区 | 小学校       |
| ------ | ---- | ------------ |
| 一丁目 | 全域 | 田無小学校   |
| 二丁目 | 全域 | けやき小学校 |
| 三丁目 | 全域 | けやき小学校 |
| 四丁目 | 全域 | けやき小学校 |
| 五丁目 | 全域 | けやき小学校 |

| 町名   | 街区 | 中学校         |
| ------ | ---- | -------------- |
| 一丁目 | 全域 | 田無第三中学校 |
| 二丁目 | 全域 | 田無第三中学校 |
| 三丁目 | 全域 | 田無第三中学校 |
| 四丁目 | 全域 | 田無第三中学校 |
| 五丁目 | 全域 | 田無第三中学校 |

## 歴史
- 2001年（平成13年）1月21日 - 田無市と保谷市の合併により、西東京市南町となる。

## 交通

### 鉄道
隣接する田無町の西武新宿線田無駅が主な利用圏内となる。
また、下記の駅がバス利用等での主な利用圏内となる。
| 隣接地域で利用可能駅       | バス利用で利用可能駅                                                            |
| -------------------------- | ------------------------------------------------------------------------------- |
| 西武新宿線 - 田無駅(SS 17) | 西武池袋線 - ひばりヶ丘駅(SI 13) JR中央線 西武多摩川線 - 武蔵境駅(JC 13)(SW 01) |

### バス
- 西武バス滝山営業所西原車庫が存在。

…周辺の路線を運行している。

### 道路
- 東京都道・埼玉県道4号東京所沢線  - （青梅街道・所沢街道・新所沢街道）
- 東京都道245号杉並田無線 - (新青梅街道)
- 東久留米境通り
- 西原自然公園通り
- 府中道
- 新小金井久留米線

## 施設

### 西原町二丁目
- 西東京消防署　西原出張所

### 西原町三丁目
- 西東京市立田無第三中学校
- 田無西原団地

### 西原町四丁目
- 西武バス滝山営業所西原車庫
- 文華女子高等学校
- 西原自然公園